# Delve
Delve is een plaats in de Duitse deelstaat Sleeswijk-Holstein, en maakt deel uit van de Kreis Dithmarschen.
Delve telt 738 inwoners.

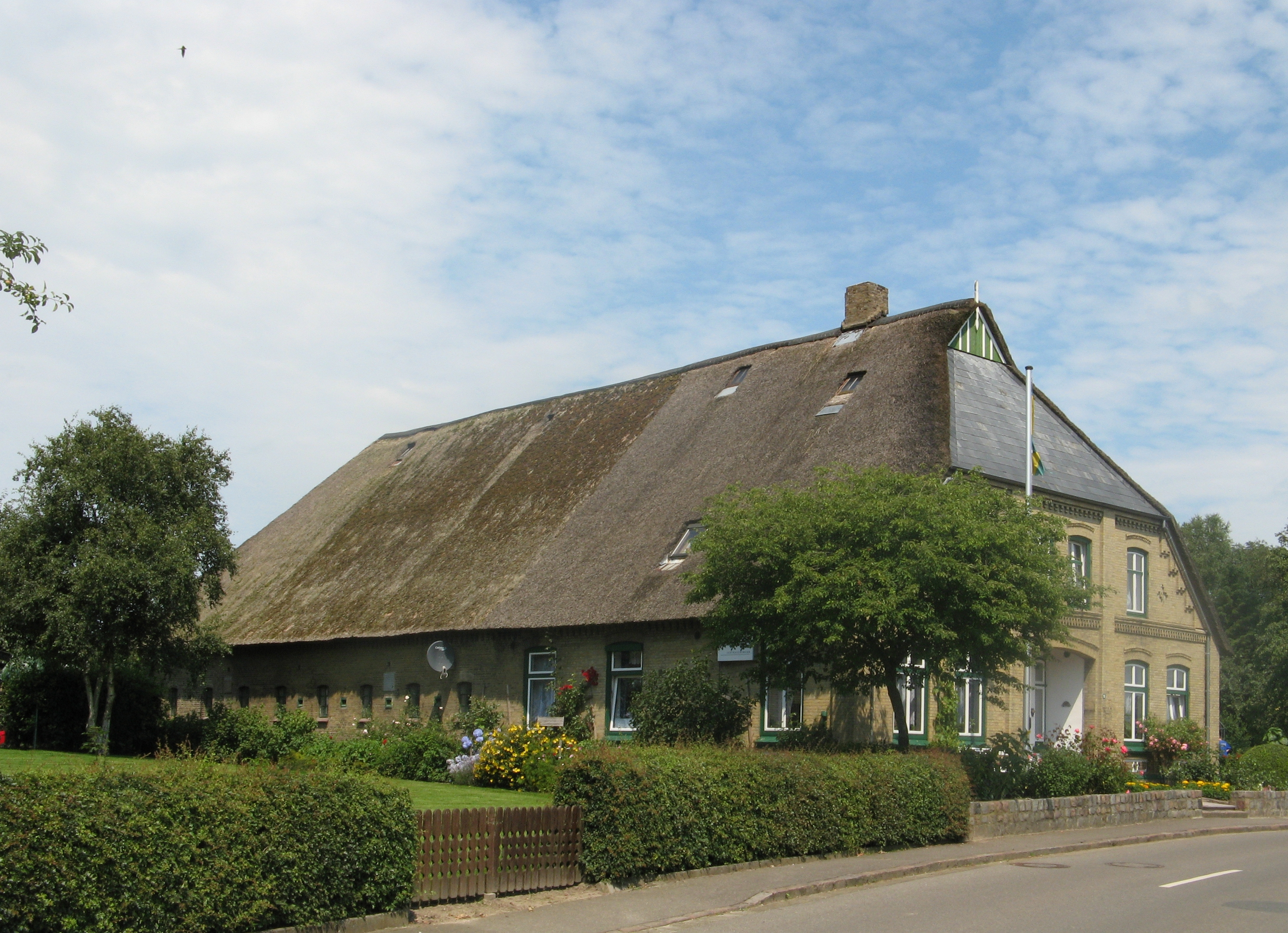
Huis in Delve (2007)
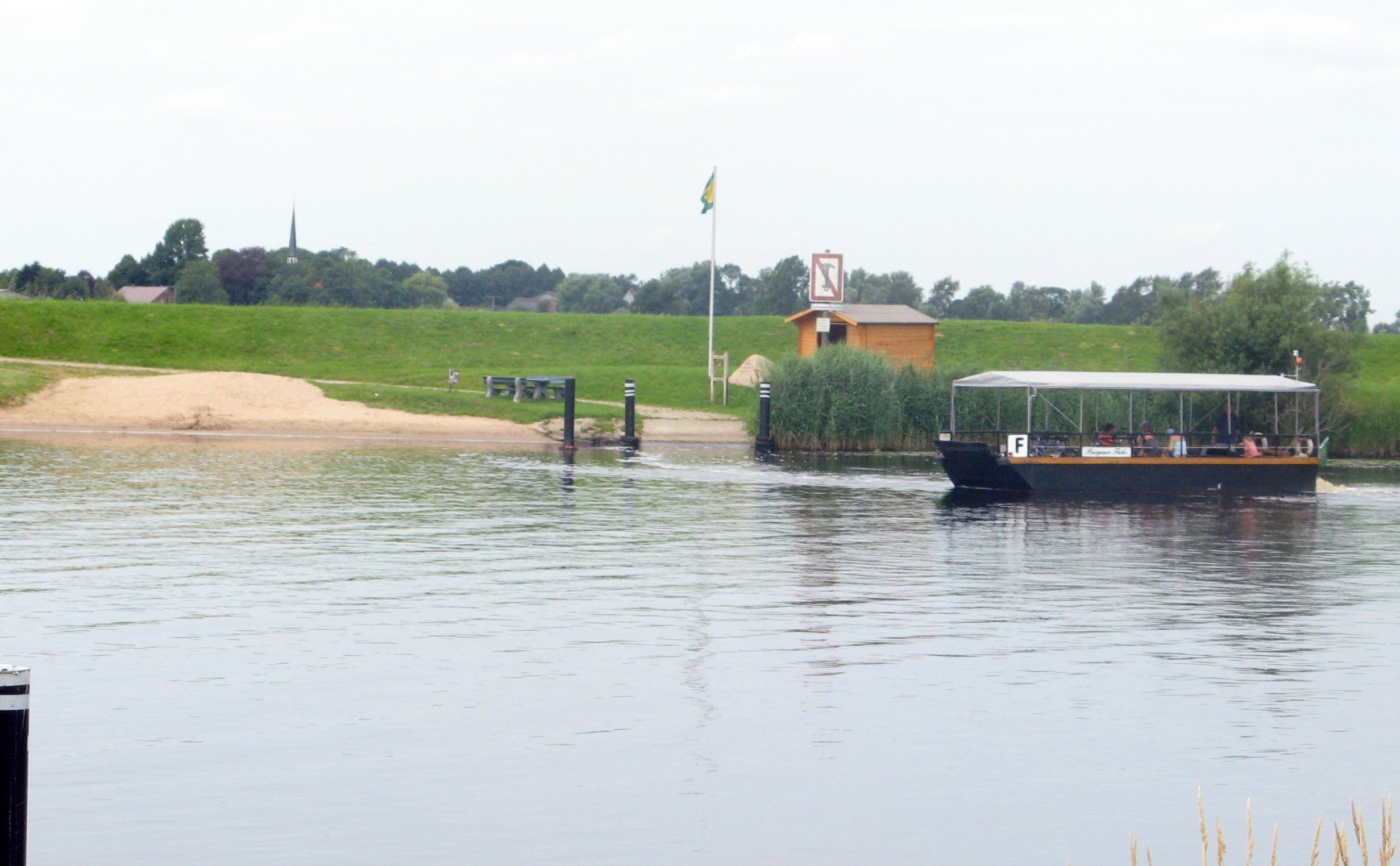
Veerhaven (2007)
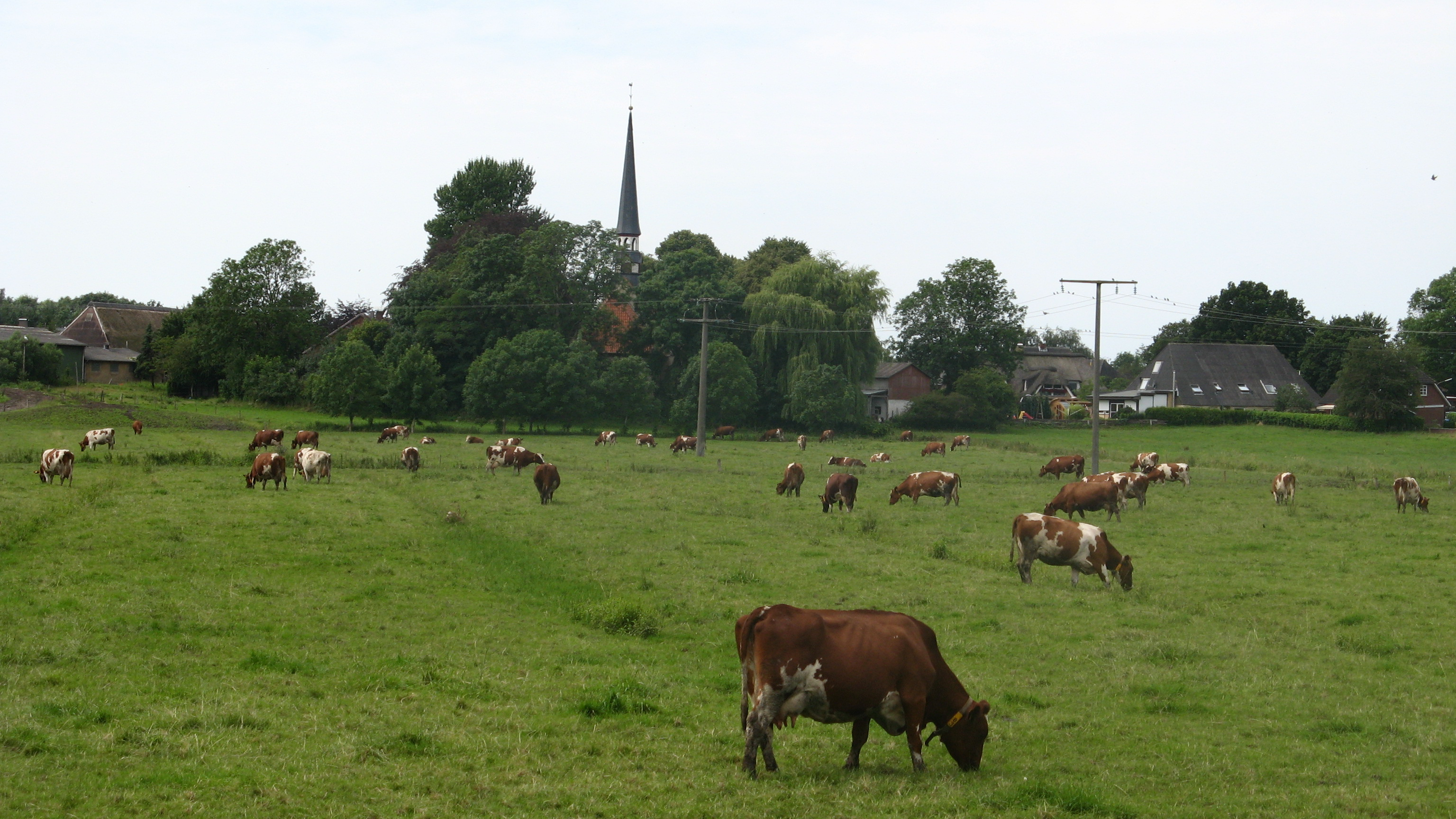
Kerk (2007)